# Tylochromis trewavasae
Tylochromis trewavasae är en fiskart som beskrevs av Stiassny, 1989. Tylochromis trewavasae ingår i släktet Tylochromis och familjen Cichlidae. IUCN kategoriserar arten globalt som otillräckligt studerad. Inga underarter finns listade i Catalogue of Life.